# Capitão Price
Capitão John Price (Captain John Price) é um dos mais importantes personagens fictícios da série Call of Duty e um dos principais protagonistas, aparecendo como um soldado experiente assim como um líder forte. É de certa forma compassivo, mas por vezes também implacável.
O Capitão Price apareceu pela primeira vez como um soldado britânico durante a Segunda Guerra Mundial no jogo Call of Duty (o primeiro jogo da franquia). Price é um dos três personagens que aparece em quase todos os jogos da história Modern Warfare, juntamente com John "Soap" MacTavish e Nikolai. 
Price foi bem recebido pelos fãs e críticos. Foi colocado em 17º no Top de personagens de jogos na edição de 2011 do livro Guinness World Records Gamers' Edition.

## Criação
O personagem foi baseado no soldado dos SAS John McAleese, que esteve envolvido no cerco à embaixada iraniana de Londres em 1980, e também apresentador da série de televisão SAS Survival Secrets em 2003. Price também é uma referência a um personagem muito similar no filme de guerra A Bridge Too Far (1977). Capitão Price fazia parte dos guardas granadeiros (uma força de elite respeitada pelos três serviços), antes de se juntar aos SAS. O indicativo de Price, "Bravo Six", é uma referência directa ao filme de guerra de 1986 Platoon, em que o indicativo do Capitão Harris é igual ao de Price. Billy Murray deu a voz a John Price, enquanto Price da Segunda Guerra Mundial teve a voz de Michael Gough.
Numa entrevista a Sami Onur, um desenhador de personagens da Infinity Ward, foi dada a explicação que John Price é o afilhado de Price que aparece nos primeiros jogos Call of Duty, apesar de tal ainda não ter sido confirmado pela equipa da Infinity Ward. Numa fase inicial da produção de Call of Duty: Modern Warfare 2, estava estabelecido que Price seria o Comandante do jogador, não "Soap" MacTavish, porque era suposto ser o personagem jogável em vez de Roach. Tal ficou explicado no livro de arte incluído em Modern Warfare 2. Um personagem com o nome Master Sergeant "Sandman" aparece em Call of Duty: Modern Warfare 3 como líder da equipe Delta. É descrito por Robert Bowling como o equivalente ao “Capitão Price Americano”.

### Caracterização
Por toda a série, a única grande mudança feita à caracterização de Price foi no seu bigode, ao que famosamente Graham Linehan disse ser "a única grande razão para nos interessarmos pelo personagem, que o define e destinge dos outros estereótipos brutamontes do jogo". No Diário de Soap, este refere-se ao bigode de Price como o "Dick Tickler" (calão sobre o bigode de alguém). A diferença entre os bigodes dos dois Prices é que na Segunda Guerra Mundial, Price tem um bigode normal em forma de ferradura, embora com bochechas rapadas e limpas e com um ar mais cavalheiresco. Por outro lado, John Price tem um bigode mais espesso com patilhas muito grossas.

A icônica cena de Price fumando seu charuto na primeira missão de Call of Duty 4: Modern Warfare.

Price teve sempre um papel de liderança na série, a treinar protagonistas como Soap, assim como liderar unidades de exércitos e esquadrões SAS. Em Call of Duty 2 Price começa como um soldado regular, mas é transferido para os SAS no Dia-D, depois volta novamente para os seus antigos colegas antes de ser novamente transferido para os SAS. Price usa vários tipos de equipamento na cabeça, mas salvo raras excepções, são a sua boina acastanhada (para) e o chapéu ″boonie″ as suas imagens de marca. Os outros equipamentos para a cabeça que ele usa são a máscara de gás (como visto em "F.N.G.", "Crew Expendable" e "Return to Sender"), o gorro (visto em "The Gulag"); e o barrete como visto no seu perfil num vídeo da missão "Endgame" de Call of Duty: Modern Warfare 2. Tem sempre o seu equipamento de cabeça, mas o cabelo curto é visto quando está usando a sua máscara de gás em Call of Duty 4: Modern Warfare. John Price tem um corte de cabelo curto, como visto em "Equipe dispensável". A sua marca de tabaco favorita é Villa Clara, de acordo com o Diário de Soap.
Ambos os Prices são capturados por inimigos. É capturado duas vezes pelos Nazis em Call of Duty 1 e Call of Duty 2, e é feito prisioneiro no Gulag em Modern Warfare 2. O Price da Segunda Guerra Mundial fala alemão fluente, mas falha ao tentar forjar ficheiros alemães. John Price de Modern Warfare fala Russo e Árabe, mas na missão "Persona Non Grata" de Call of Duty: Modern Warfare 3, Price dá o UGV a Yuri dizendo "Os comandos estão em Russo." Price tem sempre lutas com a morte no final de todos os jogos Modern Warfare e é sempre salvo pelo personagem principal (Soap ou Yuri) antes de ser morto pelos principais antagonistas (Imran Zakhaev, General Shepherd, ou Vladimir Makarov). Price fica sempre ferido no fim dos três jogos Modern Warfare.
Ambos os Prices são excelentes atiradores furtivos, como visto nas campanhas britânicas de Call of Duty e Call of Duty 2, e nas missões "All Ghillied Up", "Contingency" and "Stronghold" de Modern Warfare, ou na missão "Endgame", onde ele dispara contra um helicóptero a partir de uma jangada, acertando no motor, apesar de estar num rio com uma corrente forte. Na missão "Um tiro, uma baixa", o ainda tenente Price, sob o comando do Capitão MacMillan consegue destruir outro helicóptero com um disparo de espingarda de precisão, enquanto sustêm ataques inimigos e carrega o seu superior, o Capitão MacMillan, para um local seguro. Erros e glitchs no jogo fazem com que Price por vezes falhe o alvo. Grande parte das suas missões na série são baseadas em stealth (infiltração furtiva), como por exemplo sabotar um navio Nazi na Segunda Guerra Mundial, tentativa de assassínio em Pripyat na Ucrânia, ou infiltrar uma base Americana no Afeganistão.

## Recepção
O personagem foi muito bem recebido tanto pelas publicações e sites da especialidade como pelos fãs da série. Tal elogio fez com que Price fosse colocado em oitavo na lista dos "30 Personagens que Definiram uma Década", criada pela revista Game Informer e em 17º no Top de personagens de jogos na edição de 2011 do livro Guinness World Records Gamers' Edition. Também foi um dos 64 escolhidos pela GameSpot na votação "Os Melhores Parceiros de Sempre". A revista Complex em 2013 colocou Price em 26º na lista dos melhores soldados em videojogos. Um artigo da GamesRadar exigia que fosse criado "um jogo inteiro" exclusivamente com Price como protagonista.